# Henuttaui II
Duathathor Henuttaui II – Ta która czci Hathor, Pani Obu Krajów; królowa egipska, córka Ramzesa XI i Tentamon I, żona wielkiego kapłana i faraona Pinodżema I, matka Mencheperre, najprawdopodobniej Psusennesa I, Maatkare I Mutemhet i Mutnodżmet. Nosiła wiele dworskich tytułów m.in. Córki Króla, Żony Króla, i Pani Obu Krajów.
Jej mumię odnaleziono w 1881 roku w skrytce DB-320 w Deir el-Bahari.
|             |               |                           |
| \| \| \| \| |               |                           |
|             |               |                           |
| O10         | N14 · X1 · H8 | X1 · W10 · N17 · N17 · M2 |

| O10 | N14 · X1 · H8 | X1 · W10 · N17 · N17 · M2 |

|             |               |                           |
| \| \| \| \| |               |                           |
|             |               |                           |
| O10         | N14 · X1 · H8 | X1 · W10 · N17 · N17 · M2 |

| O10 | N14 · X1 · H8 | X1 · W10 · N17 · N17 · M2 |

|             |               |                           |
| \| \| \| \| |               |                           |
|             |               |                           |
| O10         | N14 · X1 · H8 | X1 · W10 · N17 · N17 · M2 |

| O10 | N14 · X1 · H8 | X1 · W10 · N17 · N17 · M2 |

|             |               |                           |
| \| \| \| \| |               |                           |
|             |               |                           |
| O10         | N14 · X1 · H8 | X1 · W10 · N17 · N17 · M2 |

| O10 | N14 · X1 · H8 | X1 · W10 · N17 · N17 · M2 |